# Pinedale
Pinedale is een plaats (town) in de Amerikaanse staat Wyoming, en valt bestuurlijk gezien onder Sublette County.

## Demografie
Bij de volkstelling in 2000 werd het aantal inwoners vastgesteld op 1412. In 2006 is het aantal inwoners door het United States Census Bureau geschat op 1846, een stijging van 434 (30,7%).

## Geografie
Volgens het United States Census Bureau beslaat de plaats een oppervlakte van 3,7 km², geheel bestaande uit land. Pinedale ligt op ongeveer 2189 m boven zeeniveau.

## Plaatsen in de nabije omgeving
De onderstaande figuur toont nabijgelegen plaatsen in een straal van 44 km rond Pinedale.